# Ursus arctos crowtheri
Ursus arctos crowtheri – wymarły podgatunek niedźwiedzia brunatnego.
Żył na terenie rozciągającym się od gór Atlasu w Maroku do Libii. Był jedynym niedźwiedziem, który przetrwał do czasów historycznych w Afryce. W czasie ekspansji Imperium rzymskiego w Afryce Północnej zabijano tysiące niedźwiedzi dla sportu. Ostatni osobnik został przypuszczalnie zabity przez myśliwych w górach Rif w północnym Maroku w 1870 roku.

## Wygląd
Niedźwiedź berberyjski był zbliżony rozmiarami do baribala, ważąc prawdopodobnie do około 450 kg. Jego futro było czarno-brązowe na wszystkich częściach ciała oprócz brzucha, który był porośnięty rdzawym futrem. Pysk i pazury niedźwiedzia berberyjskiego były stosunkowo niewielkie.